# Новопетрівка (Широківська сільська громада)
Новопетрі́вка (в минулому — Дар-Олександрівка) — село в Україні, у Широківській сільській громаді Баштанського району Миколаївської області. Населення становить 1722 особи.

## Географія
На південній околиці села річка Кринична Чебанка впадає у річку Веревчину.

## Населення

### Мова
Розподіл населення за рідною мовою за даними перепису 2001 року:
| Мова            | Кількість | Відсоток |
| --------------- | --------- | -------- |
| українська      | 1625      | 94.37%   |
| російська       | 86        | 4.99%    |
| білоруська      | 4         | 0.23%    |
| румунська       | 2         | 0.12%    |
| словацька       | 1         | 0.06%    |
| вірменська      | 1         | 0.06%    |
| інші/не вказали | 3         | 0.17%    |
| Усього          | 1722      | 100%     |

## Історія
Станом на 1886 рік у селі Дар-Олександрівка Засельської волості Херсонського повіту Херсонської губернії мешкало 280 осіб, налічувалось 51 дворове господарство, існували 2 лавки.

## Люди
В селі народився Юрженко Петро Іванович (1898–1975) — український радянський хірург, заслужений лікар УРСР.